# Доставяне на води, канализационни услуги, управление на отпадъци и възстановяване
Доставяне на води, канализационни услуги, управление на отпадъци и възстановяване е един от 20-те основни отрасъла на икономиката в Статистическата класификация на икономическите дейности за Европейската общност.
Секторът обхваща комуналното водоснабдяване и канализация, включително пречистването на води, събирането и обработката на отпадъци и възстановяването на замърсени терени, сгради и води.
Към 2017 година в България в доставянето на води, канализационните услуги, управлението на отпадъци и възстановяването са заети около 33 000 души, а произведената продукция е на стойност 1,55 милиарда лева.